# Graumaßstab
Ein Graumaßstab dient zur Bewertung der Änderung von Farben.
Neben direkten Farbänderungen können auch weitere Faktoren die Einfluss auf die visuelle Farbwahrnehmung des menschlichen Auges haben, zum Beispiel Glätte beziehungsweise Rauheit und Glanz von Oberflächen, geprüft werden. Zur Bewertung der Farbänderung eines Prüflings werden international genormte Graumaßstäbe verwendet.

## Aufbau von Graumaßstäben und Ablauf der Prüfung
Graumaßstäbe bestehen aus einer Reihe von Paaren matter grauer Plättchen denen jeweils eine Kontraststufe zugeordnet wird. Die Prüfung erfolgt durch Vergleich des Kontrasts zwischen behandeltem und unbehandeltem Prüfling mit den entsprechenden Stufen des Graumaßstabs. Wichtig ist, dass die Prüfung unter Normlicht durchgeführt wird, so dass die Reproduzierbarkeit der Untersuchung und deren Ergebnis gewährleistet ist. Umgang und Einsatz werden in je nach Industriebranche und Anwendung verschiedenen DIN-Normen beschrieben.

## Anwendungsgebiet
Eingesetzt werden Graumaßstäbe immer dann, wenn Farben oder Farbänderungen beurteilt werden sollen, also insbesondere im Bereich der Farbentwicklung und Farbgebung sowie der Requalifikation von Oberflächen hinsichtlich ihrer Farbspezifikation im industriellen Umfeld. Beispiele sind unter anderem Anwendungen in der Automobilindustrie, Lackindustrie, Luftfahrtindustrie, Teppichindustrie sowie in der Textilindustrie.

## Vorteile und Nachteile der Prüfung mit einem Graumaßstab
Die Prüfung via Graumaßstab hat als Vorteil, dass sie verhältnismäßig preisgünstig und schnell durchführbar ist. Positiv ist zudem, dass sie kein reines i.O./n.i.O. Ergebnis liefert, sondern einen Kennwert, welcher entsprechend interpretiert werden kann (z. B. deutlich innerhalb der Toleranz, grenzwertig innerhalb oder außerhalb der Toleranz, deutlich außerhalb der Toleranz).
Die Prüfung sollte allerdings nur von geschultem Personal mit entsprechendem Sehvermögen und unter geeigneten Rahmenbedingungen durchgeführt werden. Andernfalls besteht die Gefahr, dass die Prüfung falsche Ergebnisse liefert. Die Graumaßstäbe müssen im Sinne eines funktionsfähigen Qualitätsmanagements einer ordentlichen Prüfmittelverwaltung unterzogen werden, welche die Eignung und Funktionsfähigkeit des Prüfmittels sicherstellt.

## Referenzen und Weblinks
1. ↑  Lederpedia, abgerufen am 30. Januar 2013.
2. ↑  Testex, abgerufen am 30. Januar 2013.
3. ↑  https://www.din.de/ abgerufen am 20. März 2016